# Sterna hirundinacea
El charrán sudamericano o gaviotín cola larga o gaviotín de Sudamérica (Sterna hirundinacea) es una especie de ave Charadriiforme de la familia Sternidae propia de Argentina, Brasil, Chile, Ecuador, Islas Malvinas, Perú y Uruguay. Su hábitat natural son mares superficiales.